# PzKpfw Ia und Ib - Munitionsschlepper
De PzKpfw Ia und Ib - Munitionsschlepper zijn twee nieuwe varianten op de A-uitvoering van het Duits pantservoertuig Panzerkampfwagen I.
Het zijn twee nieuwe type munitiedragers (Munitionsschlepper) die werden gebruikt in de Duitse Pantser regimenten tijdens de Tweede Wereldoorlog.

## Achtergrond
In 1939 werden 51 stuks Panzerkampfwagen I, uitvoering A geconverteerd naar de PzKpfw I Ausf A - Munitionsschlepper Sd.Kfz. 111. Vanaf 1942 tot 1943 werden alle nog bestaande Panzerkampfwagen I voertuigen omgevormd tot twee nieuwe versies munitiedragers: de PzKpfw Ia und Ib - Munitionsschlepper|PzKpfw Ia en Ib - Munitionsschlepper Sd.Kfz.3 III. In de lente van 1942 werden bij de Panzerkampfwagen I voertuigen, zoals bij de Sd.Kfz. 111, ook de geschutskoepel weggenomen maar nu werd een grote stalen doos in de plaats gemonteerd (PzKpfw Ia). Vanaf begin 1943 werd gevraagd om bij alle overblijvende PzKpfw I voertuigen niet alleen de geschutskoepel te demonteren maar ook de gehele bovenstructuur (de zogenaamde Munitionsschlepper ohne Aufbau). In de meeste gevallen werd alleen de geschutskoepel verwijderd en bleef de bovenstructuur behouden.

## Dienstjaren
De PzKpfw Ia (de Munitionsschleppers uit 1942) deden dienst in verscheidene pantser formaties waaronder de 1. SS-Panzer-Division Leibstandarte-SS Adolf Hitler. De PzKpfw Ia en Ib - Munitionsschlepper Sd.Kfz. 3 III bleven in dienst tot na 1943. De geschutskoepels die werden verwijderd van de PzKpfw I deden dienst in vaste opstellingen (forten, verdedigingslinies). In mei 1944 werden 511 van de 611 beschikbare PzKpfw I geschutskoepels gebruikt in deze nieuwe rol op de Atlantik Wall, de Pomeranian Wall en in het Kostrzyn gebied. De PzKpfw I Ausf A - Munitionsschlepper Sd.Kfz. 111 deed dienst tijdens de Duitse invasies in Polen (1939) en Frankrijk (1940).